# حيوان أليف افتراضي
حيوان أليف افتراضي، أو حيوان أليف رقمي، أو حيوان افتراضي (بالانجليزية: Virtual pet)، هو نوع من الرفيق البشري الاصطناعي، وعادة ما يتم الاحتفاظ بها من أجل الرفقة أو التسلية، وقد يحتفظ الناس بحيوان أليف رقمي بدلاً من حيوان أليف حقيقي، كانت لعبة تماغوتشي من أوائل الحيوانات الأليفة الرقمية الشهيرة.
لا تمتلك الحيوانات الأليفة الرقمية شكلًا ماديًا ملموسًا بخلاف الأجهزة التي تعمل عليها، قد يكون التفاعل معها ذو هدف أو بدون هدف، فيجب على المستخدم إبقائه على قيد الحياة لأطول فترة ممكنة، وغالبًا ما يساعده على النمو إلى أشكال ومستويات أعلى، وتتطلب بعض الحيوانات الأليفة الرقمية أكثر من مجرد طعام لإبقائها على قيد الحياة، قد تتطلب التفاعل اليومي في أشكال مختلفة منها: ممارسة الألعاب، والملاعبة الافتراضية، وتوفير الحب والتقدير، وهذا يساعد المستخدم في الحفاظ على حيوانه سعيدًا وينمو بصحة جيدة. يمكن أن تكون الحيوانات الأليفة الرقمية محاكاة لحيوانات حقيقية، كما هو الحال في سلسلة بيتز، أو حيوانات خيالية، مثل سلسلة تماغوتشي أو أبطال الديجيتال، على عكس محاكاة اللعبة الحقيقية، والتي فيها عادةً لا يتكاثر الحيوان الأليف.

## الأنواع

### مدرج على شبكة الإنترنت
عادة ما تكون مواقع الحيوانات الأليفة الافتراضية مجانية لجميع المشتركين، يمكن الوصول إليها من خلال متصفحات الويب، وغالبًا ما تتضمن عوالم إفتراضية، وفي هذه العوالم يمكن للمستخدم ممارسة الألعاب لكسب أموال افتراضية تُنفق داخل اللعبة على العناصر وطعام الحيوانات الأليفة، أحد الفروع الكبيرة لألعاب الحيوانات الأليفة الافتراضية هي ألعاب سيم هورس كيمز.

### مدرجة على البرامج
توصف هذه الألعاب بأنها فئة فرعية من ألعاب محاكاة الحقيقية، نظرًا لأن قوة الحوسبة أقوى من تلك الموجودة في صفحات الويب أو الحيوانات الأليفة الرقمية القائمة على الأدوات الذكية، فإنها عادة ما تكون قادرة على تحقيق مستوى أعلى من التأثيرات المرئية والتفاعلية، وغالبًا ما تفتقر عمليات محاكاة تربية الحيوانات الأليفة إلى شرط النصر أو التحدي، ويمكن تصنيفها على أنها ألعاب برمجية.

### رفيق الشاشة
هو حيوان أليف افتراضي قابل للتنزيل يقوم بإنشاء رسوم متحركة صغيرة تدور حول سطح مكتب الكمبيوتر وعلى شاشات مفتوحة بشكل غير متوقع، كل حيوان أليف عبارة عن رسوم متحركة صغيرة لحيوان (مثل خروف، أو ضفدع)، أو في بعض الحالات (غطاء بشري، أو غطاء زجاجة)، يمكن التفاعل معها عن طريق النقر أو السحب، يمكن تنزيل معظم برامج رفقاء الشاشة مجانًا واستخدامها لأغراض الترفيه.

## التاريخ
أصدرت بي أف مجيك أول مجموعة من الحيوانات الأليفة الافتراضية الشائعة على نطاق واسع في عام 1995، وتلاها كاتز في ربيع عام 1996، وأصبحت في النهاية عبارة عن شركة المعروفة باسم بيتز، تم نشر الحيوانات الأليفة الرقمية بشكل أكبر عندما تم تقديم لعبة تماغوتشي في عام 1996، وأبطال الديجيتال في عام 1997. كانت الحيوانات الأليفة الرقمية موضة في جميع أنحاء اليابان والولايات المتحدة والمملكة المتحدة خلال أواخر التسعينيات، اليوم هناك أيضًا «حيوانات أليفة رقمية» لها أجسام آلية فعلية، تُعرف باسم روبوتات الترفيه.

## التواصل
باستخدام تقنية ألعاب الفيديو المتقدمة، لا تعرض معظم الحيوانات الأليفة الرقمية الحديثة نافذة حوار أو أيقونة لعرض المتغير الداخلي للحيوان الأليف أو الحالة الصحية أو العاطفة مثل الأجيال السابقة، حيث يمكن للمستخدمين فهم الحيوانات الأليفة فقط من خلال تفسير أفعالهم ولغة الجسدوتعبيرات الوجه وما إلى ذلك. وهذا يساعد في جعل سلوك الحيوان الأليف يبدو طبيعيًا، ويعزز الشعور بالعلاقة بين المستخدم والحيوان الرقمي.

## الشعور بالواقع
لإعطاء إحساس بالواقع للمستخدمين، تتمتع معظم الحيوانات الأليفة الرقمية بمستوى معين من الاستقلالية وعدم القدرة على التنبؤ، يمكن للمستخدم التفاعل مع الحيوان الأليف ويمكن لعملية التخصيص هذه أن تجعل الحيوان الأليف أكثر تميزًا، ويزيد التخصيص من الشعور بالمسؤولية تجاه الحيوان الأليف تجاه المستخدم. على سبيل المثال، إذا ظل تماغوتشي بدون رعاية لفترة كافية، فسوف «يموت».

## السمات المشتركة
تشترك أغلب الحيوانات الرقمية بسمات وهي:
1. يستجيب للدعوة
2. يستجيب للمس
3. تدريب الحيوانات الأليفة
4. لوازم أو ألعاب للحيوان الأليف
5. تلبيس الحيوانات الأليفة
6. المنافسة أو التجربة بين الحيوانات الأليفة
7. لقاء الحيوانات الأليفة الأخرى
8. الشكوى عندما تحتاج إلى رعاية